# Bridelia alnifolia
Bridelia alnifolia là một loài thực vật có hoa trong họ Diệp hạ châu. Loài này được Griff. mô tả khoa học đầu tiên năm 1854.